# Quan Âm Thị Kính (vở chèo)
Quan Âm Thị Kính là một trong bảy vở chèo cổ đầu tiên của nghệ thuật sân khấu chèo Việt Nam. Các vở chèo kinh điển của nghệ thuật chèo được lưu giữ lại đến nay gồm: Quan Âm Thị Kính, Trương Viên, Chu Mãi Thần, Kim Nham, Lưu Bình - Dương Lễ, Trinh Nguyên và Từ Thức mang tính tiêu biểu, được coi là chuẩn mực, tạo ra sức ảnh hưởng cho các vở chèo sau này. Hầu hết các làn điệu chèo gốc đều có ở các vở chèo kinh điển này.

## Nội dung

Tượng Quan Âm an tọa, chùa Sẻ, Hiệp Hạ, Hà Nội.

Xưa có Mãng ông nghèo hèn nhu nhược nhất làng, có con gái tên là Thị Kính. Sau Thị Kính được gia đình gả cho anh học trò Thiện Sĩ con nhà họ Sùng khá nhất làng bên. Một hôm, Thiện Sĩ học khuya, mệt quá mà thiếp đi. Thị Kính đang ngồi khâu áo thì thấy cằm chồng có cái râu mọc ngược, vớ dao toan cắt đi. Chồng giật thột tỉnh giấc, sinh bụng ngờ vợ hãm hại mình, bèn tri hô. Sùng ông, Sùng bà trong buồng chạy ra, gán ngay cho thị tội sát chồng hòng kiếm nàng dâu con nhà phú quý hơn. Thị Kính bị đánh mắng rồi đuổi về với cha mẹ, phẫn chí mới giả trai xin vào chùa Vân tu hành, được ban pháp danh Kính Tâm.
Vùng ấy có ả Thị Mầu con nhà Phú ông sẵn tính lẳng lơ. Một hôm đội oản lên chùa, Mầu nom tiểu Kính Tâm rồi thốt mê, nhưng dầu ả ra sức ghẹo mà sư vẫn làm ngơ. Vì đưa tình không được, ả sinh quẫn, mới ăn nằm với tên người hầu trong nhà là anh Nô dẫn đến mang thai. Việc đến tai hào lý, làng bèn điệu Mầu ra đình tra khảo, cũng để lấy cái phần bắt vạ ăn khoán. Nhân đấy, ả Thị Màu vu cho tiểu Kính Tâm là thủ phạm. Kính Tâm bị chức dịch phạt đòn, ép phải nuôi lấy đứa con rơi. Sư cụ vì sợ điều tiếng mà đuổi Kính Tâm khỏi tam quan.
Đẻ được đứa con trai xong, Thị Mầu đem vứt trước cổng chùa. Tiểu Kính Tâm nhận về nuôi, hàng ngày đi xin sữa cho nó ăn. Được ba năm khi đứa trẻ chập chững, Kính Tâm lao lực quá mà mất, lúc hấp hối còn kịp để một bức thư cho cha mẹ. Xem thư, người nhà mới hay những oan khiên, bèn xin chùa lập đàn chay cầu đảo. Lúc liệm thi hài, tăng ni mới vỡ lẽ Kính Tâm là phận gái. Đức Thích Ca Mâu Ni
xét Kính Tâm đã tu thành chính quả, bèn cho siêu thăng làm Quan Âm, tục gọi Quan-âm Thị-Kính.

## Lịch sử hình thành vở chèo

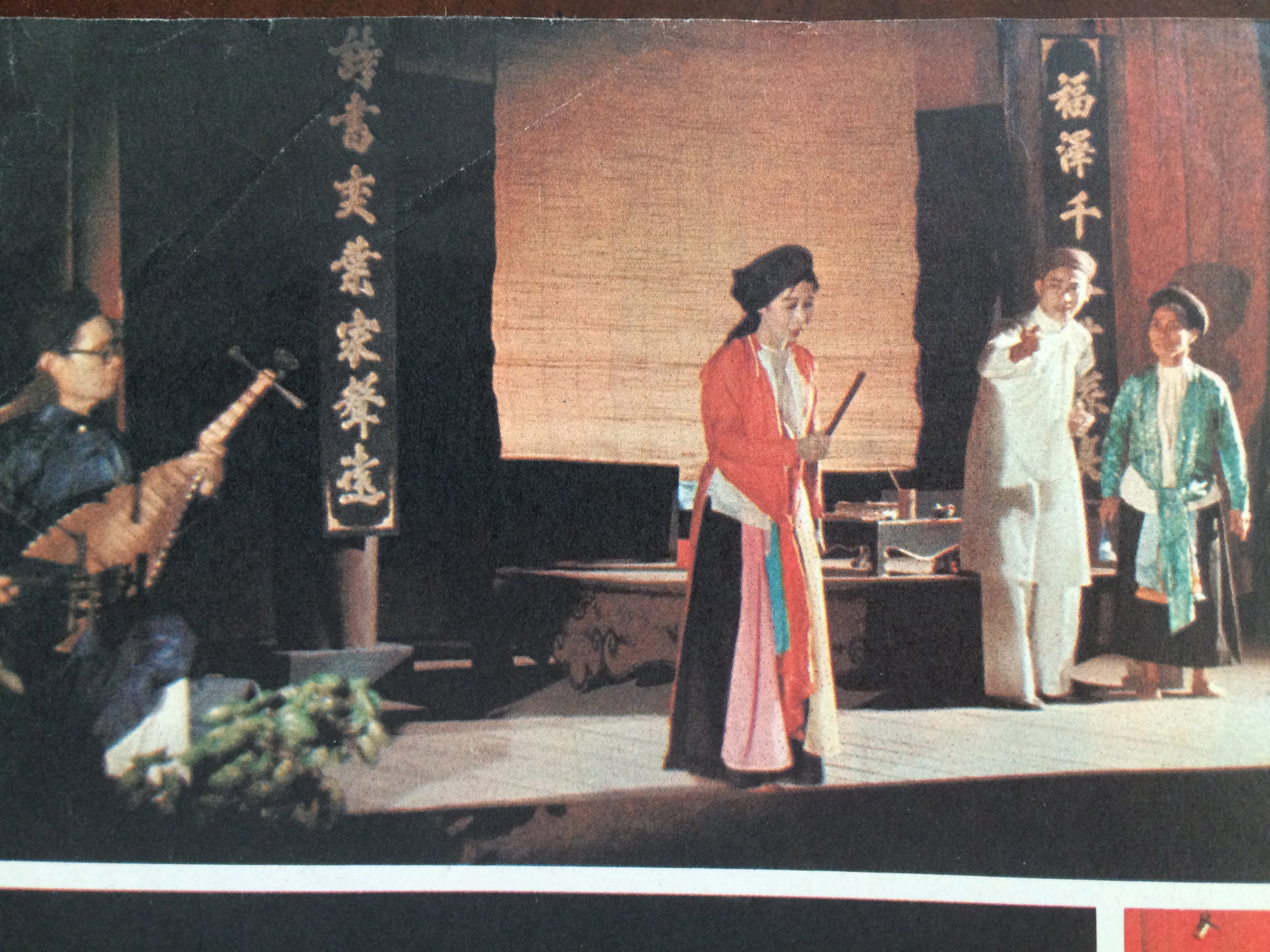
Chèo Quan Âm Thị Kính do soạn giả Vũ Khắc Khoan hiệu đính, diễn tại Trường Quốc gia Âm nhạc và Kịch nghệ Sài Gòn năm 1972.

Vở chèo Quan Âm Thị Kính ra đời vào khoảng thế kỉ 17, với phương pháp sân khấu tự sự, ước lệ, nghệ thuật múa hát chỉ dừng lại ở cấp độ trang trí minh họa, đạo cụ diễn được giản lược tới mức tối đa. Đến thế kỷ 20, vở chèo này đã có sự thay đổi mạnh mẽ về cấu trúc, nội dung, tư tưởng, hình thức nghệ thuật… 
Những năm thập niên 1950, trong bối cảnh nghệ thuật sân khấu được đặt lên hàng ưu tiên phát triển văn hóa cấp quốc gia, mới có các đoàn nghệ thuật tại địa phận Việt Nam Cộng hòa dựng kịch, ghép thêm lời nhạc và giai điệu cách tân. Đặc biệt, vở chèo Oan bà Thị Kính của ban Phụng Minh được chính phủ thâu băng phát cho các đại sứ quán hải ngoại làm quà đãi khách quốc tế và quảng bá văn hóa cổ truyền.
Vở Oan Thị Kính do Đoàn Chèo Lạc Việt công diễn. Đây vốn là đoàn chèo cổ của Hà Nội do Nguyễn Đình Nghị thành lập, khi Việt Minh tiếp quản Hà Nội năm 1954. Về phương pháp sân khấu, ông tiếp thu phương pháp hòa cảm của kịch phương Tây. Mục đích của Nguyễn Đình Nghị là đưa luồng gió mới vào tích cổ để nâng tầm trò diễn nhằm bắt nhịp cùng đời sống đương đại.
Vào thập niên 1960, lão nghệ sĩ Trùm Thịnh đã gia công chắp các tích trò và câu ca phổ biến nhất thành vở chèo Quan Âm Thị Kính hoàn chỉnh. Ngay sau đó, trường Ca kịch Dân tộc đưa vở này cùng vở Tấm Cám vào giáo trình, buộc mọi sinh viên ban chèo phải biết diễn xuất trước khi thành nghề.
Còn đối với NSND Trần Bảng, Ông đã huy động các nghệ nhân từ tứ chiếng về Hà Nội tham gia biểu diễn, nghiên cứu chèo vào từ năm 1956. Quá trình thay đổi thẩm mỹ vở chèo cổ Quan Âm Thị Kính diễn ra trong tâm thức nhà văn hóa Trần Bảng hơn 50 năm. Trên con đường phát triển, vở diễn Quan Âm Thị Kính đã trải qua nhiều bước phát triển khác nhau. Và cho đến nay, vở chèo cổ Quan Âm Thị Kính do Nhà hát Chèo Việt Nam trình diễn vẫn giữ nguyên theo cấu trúc mà Trần Bảng xây dựng vào những năm cuối của TK XX khi ông đạt đến độ sâu sắc về nghệ thuật dàn dựng, khiến nó trở thành điển hình cho phong cách loại hình này.
Thập niên 1990, lần đầu tiên Nhà hát Kịch Việt Nam cải biên Quan Âm Thị Kính sang thoại kịch. Nội dung là phần kế cốt truyện truyền thống, nhưng lược bỏ cái chết của tiểu Kính Tâm và mượn các yếu tố tác phẩm Lan và Điệp. Nguyên rằng, Thiện Sĩ hối hận, bèn bổ đi khắp nơi tìm vợ. Khi gặp tiểu Kính Tâm rồi, chàng nhận ra và thuyết phục, song Kính Tâm nhất mực cự tuyệt. Một hôm, Thị Mầu tình cờ quen Thiện Sĩ dưới gốc đa đầu làng, bèn mê mẩn và xin cha cho chàng ở rể. Đến hôm cưới, sư cụ dắt đứa trẻ nay đà lớn khôn tới dự, Mầu nhận ra con mình, sự việc vỡ lở và Thiện Sĩ hủy hôn bỏ về nhà. Ít lâu sau, tiểu Kính Tâm vì nuôi con "tu hú", cảm mạo mà mất, hóa Quan Âm. Sùng Thiện Sĩ thi đỗ tiến sĩ, được bổ tri huyện, bèn sai người cất một ngôi chùa thờ Quan Âm Thị Kính.

## Giá trị nội dung
- Vở chèo đã thể hiện được những phẩm chất tốt đẹp cùng nỗi oan bi thảm, bế tắc của người phụ nữ và những đối lập giai cấp thông qua xung đột gia đình, hôn nhân trong xã hội phong kiến. Không những thế còn vạch trần mặt tối của xã hội phong kiến, một xã hội nam quyền mà ở đó người phụ nữ đáng thương hay những người thuộc tầng lớp thấp của xã hội không hề được tôn trọng và có tiếng nói cho riêng mình.[4]
- Nhân vật Thiện Sĩ, con trai của Sùng Ông, Sùng Bà, một thư sinh theo học Đạo Nho, đạo của người quân tử. Nhưng “quân tử” ở chỗ, theo cha mẹ vu cho Thị Kính có âm mưu giết chồng. Anh ta là hậu quả của giáo dục mẫu hệ, là sản phẩm của xã hội phong kiến, đầy rẫy những bất cập, đã mục ruỗng, chỉ biết đứng nhìn khi người vợ hiền bị phó trả. Còn Sùng Ông, Sùng Bà cũng là đại diện cho xã hội phong kiến đang lụi tàn. Một người thì say sỉn, sợ vợ, một người thì độc ác, không bằng lòng với chính mình, với hiện tại. Mặc dù xuất phát điểm của Sùng Bà cũng giống như Thị Kính, cùng là phụ nữ, cùng tâm niệm “Chi tử vu quy, nghi kỳ gia thất”.
- Nhân vật Thị Mầu. Vì thỏa mãn dục vọng yêu đương cháy bỏng của mình, Thị Mầu đã đổ tiếng oan cho Thị Kính là tác giả của đứa bé trong bụng. Bạo liệt hơn, chạy theo dục vọng cá nhân, lòng tham ái, vị kỷ mà rứt ruột, đành lòng để lại đứa con của mình.
- Hội đồng kỳ mục nào: xã trưởng, hương câm, thày mù, ông đồ điếc, đã xử oan cho Thị Kính bởi lòng tham, dục vọng của mình. Tất cả những nhân vật đó đều bị tham ái che lấp hết, phần con lớn hơn phần người, đều bị dục vọng chi phối, dẫn đến những hành động trái hẳn lương tâm, đạo lý để rồi gây nên nghiệp ác.
- Trong một xã hội bất cập, thấp kém như vậy, con người dễ tha hóa, trở nên độc ác, tàn bạo, sống và làm mọi thứ chỉ nhằm mục đích thỏa mãn những dục vọng của cá nhân thấp hèn, trái hẳn với những lý tưởng cao đẹp, những điều thiện, điều lành mà chúng ta vẫn thường gọi là chân - thiện - mỹ. Trước những con người đầy tham ái đó, trước những hành xử trái luân thường đạo lý đó, trước những bất cập của một xã hội cũ nát đang đổ ập, quy chụp tất cả những gì xấu xa nhất lên đầu Thị Kính, nàng đã thực hành chữ nhẫn của nhà Phật - chịu đựng tất cả những cảnh trái mắt nghịch lòng. Nàng cũng đã vượt ra khỏi cái khuôn khổ tứ đức - tam tòng của xã hội phong kiến lúc bấy giờ.
- Bằng nghệ thuật kịch đặc sắc, tình huống kịch gay cấn, hấp dẫn đã dựng lên chân dung Thị Kính thật đẹp đẽ mà cũng đầy bất hạnh. Các tác giả dân gian vừa ca ngợi những phẩm chất tốt đẹp của người phụ nữ trong xã hội cũ. Đồng thời cũng là tiếng nói cảm thương cho số phận bất hạnh của họ trước những thế lực xấu xa trong xã hội.

## Dấu ấn các nghệ sĩ
- NSƯT Thu Huyền (Nhà hát Chèo Hà Nội) rất thành công với vai Thị Màu. Đây là vai diễn để đời và làm nên tên tuổi của NSƯT Thu Huyền bây giờ. Theo NSƯT Thu Huyền, tất cả các sinh viên học nghệ thuật chèo đều có các tiết học vai mẫu và Thị Màu là vai diễn đầu tiên mà các nghệ sĩ bước chân vào nghệ thuật chèo đều phải học. Vai diễn này hội tụ đủ các yếu tố của  người nghệ sĩ kịch hát: vừa phải có vũ đạo múa, phải có diễn xuất trong vai diễn và dĩ nhiên phải biết hát. Thị Màu là một cô gái rất trẻ trung, làm sao để diễn ra điều đó. Và cái lẳng lơ của Thị Màu cũng không phải lẳng lơ của một phụ nữ từng trải mà cái lẳng lơ ở đây thuộc về bản năng của cô gái mới lớn: ngây thơ, dễ thương. NSƯT Thu Huyền gặp khó khăn bởi chiều cao có 1m52. Khi học vai Thị Màu, đồng nghiệp có thể múa bình thường do chiều cao đủ tiêu chuẩn nhưng riêng Thu Huyền thấp nên vừa múa vừa phải kiễng chân trong suốt cả vở diễn dài đến hai tiếng đồng hồ. Vai diễn giúp Thu Huyền giành giải nhất tại cuộc thi Tài năng sân khấu trẻ toàn quốc năm 1998 tại Đà Nẵng.[5]
- NSND Thúy Hiền (Nhà hát Chèo Thái Bình) cũng coi vai Thị Màu thực sự là vai diễn để đời, được khán giả trong tỉnh Thái Bình yêu mến và được Bộ Văn hóa Thông tin lựa chọn đi lưu diễn tại một số nước Tây Âu, Nhật Bản quảng bá văn hóa truyền thống Việt Nam đến bạn bè thế giới.[6]
- NSND Thúy Mùi (nguyên giám đốc Nhà hát Chèo Hà Nội) nổi danh với vai diễn mẹ Đốp, đưa lại cho bà huy chương vàng tại Hội diễn sân khấu chèo toàn quốc 2009 tại Quảng Ninh. Vai diễn “Mẹ Đốp” được coi là một biểu tượng của nghệ thuật Hề dân gian, có ngôn ngữ hoạt kê điển hình. Sự trào lộng của nó có thể khai thác mỗi người một vẻ, mặc sức sáng tạo cho nghệ sĩ. Và Thúy Mùi đã có “Mẹ Đốp” của riêng mình, độc đáo mới lạ. Thúy Mùi thể hiện một nhịp phách riêng cho “Mẹ Đốp” nên sự phối hợp giữa câu thoại, lời ca với động tác có sự nhấn nhá bất ngờ, gây hiệu quả trong tiếng cười của khán giả.[7]
- NSƯT Tuấn Tài (Nhà hát Chèo Việt Nam) cũng rất thành công với vai Thiện Sĩ.[8]
- Phùng Thị Thanh Huyền, diễn viên Nhà hát Chèo Hà Nội vai Thị Màu trong trích đoạn 'Thị Màu lên chùa', HCV cuộc thi tài năng trẻ sân khấu Chèo chuyên nghiệp toàn quốc - 2020 do Cục Nghệ thuật biểu diễn phối hợp với Hội Nghệ sĩ Sân khấu Việt Nam Sở VHTTDL tỉnh Hà Nam tổ chức.[9]
- Nguyễn Thị Ngọc Anh, diễn viên Nhà hát Chèo Ninh Bình cũng bứt phá và gây ấn tượng với vai diễn Thị Kính đạt huy chương vàng tại Cuộc thi "Tài năng trẻ diễn viên sân khấu chèo chuyên nghiệp toàn quốc" được tổ chức 2014 tại Ninh Bình.[10]

## Di tích
Hiện nay, nhân vật chèo Quan Âm Thị Kính được người Việt đúc tượng và thờ ở một số nơi sau:
- Di tích đặc biệt Chùa Bổ Đà xã Tiên Sơn, huyện Việt Yên, tỉnh Bắc Giang
- Di tích chùa Bích Động, xã Ninh Hải, thành phố Hoa Lư, tỉnh Ninh Bình
- Chùa Bảo Sơn thôn Khả Do – xã Nam Viêm- thị xã Phúc Yên - Vĩnh Phúc
- Di tích Chùa Long Khánh thuộc thôn Gò Chùa, xã Giới Phiên, huyện Trấn Yên, tỉnh Yên Bái